# Eve Rudschies
Eve Rudschies (* 1959 in Paris) ist eine französische Autorin, die heute in Deutschland lebt.

## Leben und Wirken
Rudschies beschäftigte sich seit ihrer Kindheit mit geschichtlichen Themen. Sie studierte von 1980 bis 1984 Geschichte und Geographie an der École normale supérieure in Paris (ENS). 1982 bestand sie die Magisterprüfung in Geschichte an der Universität Paris-IV Sorbonne und arbeitete bis 1985 an dieser Universität als Wissenschaftliche Assistentin. Von 1983 bis 1985 war Eve Rudschies zudem Lehrbeauftragte für deutsche Zeitgeschichte an der ENS. 
Im Jahr 1985 wurde Rudschies Lehrbeauftragte an der   Europäischen Schule München (ESM) für
Geschichte, Geographie, Latein, Französisch als Fremdsprache, Politik und Ethik. Sie ist Mitbegründerin der Europäischen Kulturtage der Europäischen Schulen und seit 2000 Berufsberaterin für die französische Abteilung der ESM. 
Seit 1983 ist Eve Rudschies mit dem Historiker Jochen Rudschies verheiratet und Mutter einer Tochter und eines Sohnes. Sie lebt und arbeitet heute als Lehrerin, Autorin und Übersetzerin in München. 
Im Jahr 2005 wurde der erste historische Roman von Eve Rudschies mit dem Titel Die Königin von Jerusalem veröffentlicht.

## Werk
- Die Königin von Jerusalem. Area, 2005, ISBN 978-3899964202.
- Gabriele Kirch (Autor), Gudrun Bartels (Illustrator), Eve Rudschies (Übersetzer): PáTú: Gedichte. Kunstdruck Bartels, 2002, ISBN 978-3924216313.
- Die Messianerin. Flora Tristan und die Geburt der Arbeiterbewegung in: Die 13. Stunde (hrsg. von Frank Stefan Becker und Jochen Rudschies), 2010, Aufbau Taschenbuch, ISBN 978-3-7466-2622-2
- Süßes Gift und bittere Orangen. Gmeiner, 2013, ISBN 978-3839213544